# Apple 迪拜购物中心
Apple 迪拜购物中心（Apple Dubai Mall）是苹果公司在阿联酋迪拜开设的一家Apple Store零售店，位于迪拜购物中心内，临近哈利法塔。该店由英国建筑师诺曼·福斯特领导的Foster+Partners建筑设计事务所设计，是阿联酋的第三家苹果Apple Store零售店。该店于2017年4月27日开业，并在苹果的全球门店中率先推出了Today at Apple讲座。该店目前营业时间为周日到周三10:00-23:00，周四到周六10:00-23:59，提供苹果在阿联酋上市产品的体验与购买、Today at Apple讲座、Genius Bar与技术支持等服务。

## 设计
本店是由诺曼·福斯特建筑事务所设计的苹果新一代Apple Store零售店。该店设计上强调开放与社区感，坐落在哈利法塔音乐喷泉前一个宽56.5米，深5.5米的弧形区域中，总面积2538平方米，可容纳174名访客。该区域被设计为观景台，布置有9棵附带座椅的室内树木。玻璃外墙外，Foster+Partners事务所为该店设计了由十八块碳纤维网状面板组成的“Solar Wings”遮阳系统，表面花纹参考阿拉伯凸肚窗设计，能在一分钟内实现开闭。店内也一改原来铝合金外墙设计，使用石材营造了更为亲近的空间。